# Morbier (queso)
Morbier es un queso francés con AOC, proveniente del Franco-Condado. Se reconoce fácilmente por la capa negra de cenizas que separan la pasta horizontalmente en el medio. Obtuvo su reconocimiento como DOP por medio del Reglamento (CE) n.º 1241/2002 de la Comisión de 10 de julio

## Zona geográfica
La producción de leche, la fabricación y la maduración de los quesos se realizan en una zona geográfica que abarca todos los municipios de los departamentos de Doubs y de Jura (excepto los del cantón de Chemin), así como los 16 municipios del departamento de Ain y los 13 municipios del departamento de Saona y Loira.

## Historia
Recibe su nombre del pequeño pueblo de Morbier en el Franco-Condado, que está situado en el departamento de Jura a unos 15 kilómetros de la frontera con Suiza. Su producción está documentada desde el siglo XVIII, en el departamento del Jura. Se fabricaba originariamente por pastores de las montañas en sus propias granjas, aunque luego se elaboró en fruitières (cooperativas de fabricación de queso).
En un decreto de 1942 ya se contempla que la fabricación del Morbier es propia de los departamentos de Jura y el Doubs. Se produce en las praderas altas del macizo del Jura, cuya diversa flora natural contribuye a la producción de leche y quesos de fuerte idiosincrasia y características particulares. 
En origen, el Morbier se hacía con la cuajada que quedaba para el consumo personal de los fabricantes de comté. Este queso se ha elaborado tradicionalmente con dos capas, separadas por ceniza. Cada una de las capas provenía de un ordeño diferente: el vespertino y el matutino. La capa inferior provenía del ordeño matutino y la superior del vespertino. El proceso fue desarrollado cuando los granjeros aislados no podían hacerlo llegar al pueblo. No había leche suficiente para llenar todo el molde, así que lo llenaban hasta la mitad con la leche de la mañana, lo espolvoreaban con ceniza de madera para evitar que se formase una corteza, y luego le añadían leche por la tarde. La ceniza se cogía del fuego de los queseros y se echaba sobre la cuajada para protegerla de los insectos. Hoy en día no se hace distinción de ordeños, teniendo la ceniza un efecto meramente estético como recuerdo de la antigua práctica.

## Elaboración
La leche utilizada para la elaboración del queso Morbier procede únicamente de vacas de las razas montbéliarde o simmental française. El manejo del rebaño se efectúa según los usos locales. En la explotación, la superficie herbácea efectivamente utilizada debe ser como mínimo de una hectárea por vaca lechera. La ración básica de la alimentación de las vacas está formada por forrajes procedentes de las praderas situadas en la zona geográfica, y está exenta, a lo largo de todo el año, de productos de ensilaje y otros alimentos fermentados, como los forrajes conservados en pacas atadas. 
Se elabora exclusivamente a partir de leche cruda de vaca a la que está prohibido sustraer ningún elemento, exceptuada la realización de un desnatado parcial, o añadir ingrediente alguno, excepto cuajo, fermentos lácticos o sal (cloruro de sodio). El cuajo se añade después de haber calentado la leche a una temperatura de 40 °C como máximo. La cuajada se corta en granos de aproximadamente 1 cm de lado y, después de efectuarse el desuerado, se prensa ligeramente para obtener las barras de queso. Las barras se cortan en dos. Antes de efectuar el prensado, se extiende sobre una cara de una de las dos mitades en que se ha dividido el queso una capa de carbón vegetal (carbo medicinalis vegetalis) con la que se obtiene la línea negra central horizontal. 
La maduración del queso se prolonga como mínimo durante 45 días a partir del día de fabricación, y se realiza a una temperatura comprendida entre 7 y 15 °C. La corteza se forma exclusivamente frotando la superficie con agua salada a la que pueden añadirse fermentos lácticos. 
En la etiqueta figura el nombre de la denominación de origen controlada en caracteres cuyas dimensiones deben ser como mínimo iguales a las de los caracteres más grandes que aparezcan en el etiquetado, la mención «Denominación de origen controlada» y el logotipo con las siglas «INAO» y el nombre de la denominación. El nombre y dirección del fabricante deben figurar obligatoriamente en el etiquetado del queso.
La identificación del queso se efectúa mediante una placa de caseína de color amarillo que se fija en el canto de cada queso y en la que constan el día y mes de fabricación. En las ruedas de queso, la identificación de la cámara de maduración figura en color claro en el etiquetado (nombre o razón social y dirección). 

## Características
Se elabora con leche cruda de vaca, de pasta prensada no cocida. El porcentaje de materia grasa (grasa sobre extracto seco) es del 45 % como mínimo y el porcentaje de humedad del queso desgrasado es del 67 % como máximo. Tiene forma cilíndrica con caras planas y canto ligeramente convexo. Su peso varía entre 5 y 8 kg, su diámetro entre 30 y 40 cm y su altura entre 5 y 8 cm. La corteza es natural, lisa y homogénea, de coloración que oscila entre gris claro y beige anaranjado. La pasta, prensada y no cocida, presenta color marfil a amarillo pálido y, eventualmente, algunos ojos; es blanda, mantecosa y elástica, de textura fina. El interior presenta dos capas de pasta, separadas por una línea negra horizontal. Aroma de heno fresco, acre, como a levadura, olor que no gusta a todos. Tiene un ligero sabor a nata. En origen, las dos capas de queso tienen un gusto ligeramente diferente, siendo la de leche vespertina más frutal que la de la mañana. 
Su periodo de degustación óptima es de abril a octubre después de una maduración de 9 a 10 semanas, pero también resulta excelente de marzo a diciembre. Se puede tomar en sándwich, en tabla de quesos, para desayunar, o fundido en raclette. Marida bien con vinos del Jura, Chardonnay Côtes de Jura, Crepy, Seyssel. 
El Morbier da nombre a una variedad de tartiflette : la morbiflette.